# 留萌市海のふるさと館

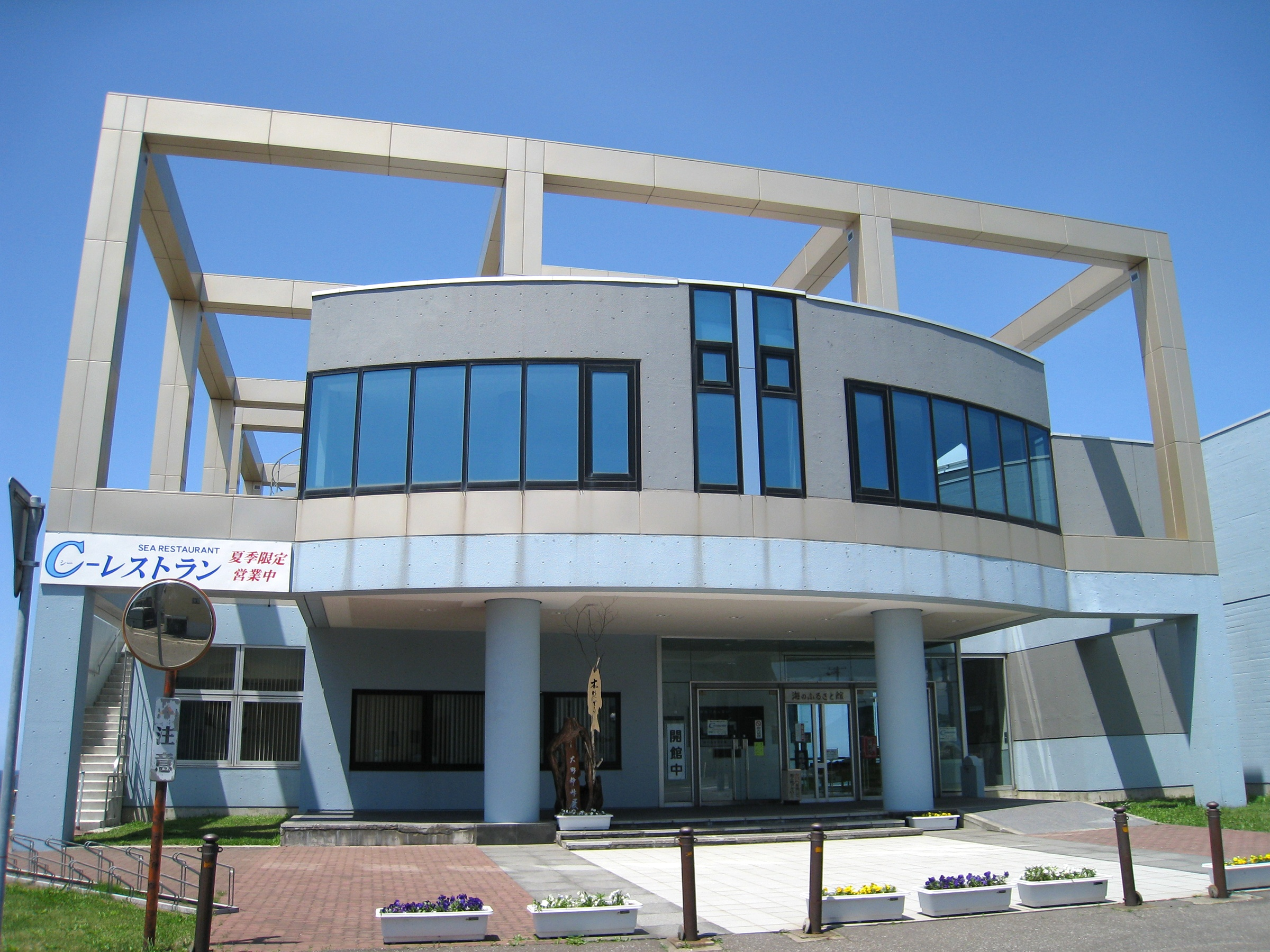
留萌市海のふるさと館（東側より）

留萌市海のふるさと館（るもいしうみのふるさとかん）は、北海道留萌市大町にある博物館である。

## 概要
留萌市が総事業費7億6000万円を投入して1989年6月10日に開館した博物館で、建物は鉄筋コンクリート造の地下1階地上2階建て、延べ床面積は2025平方メートルとなっている。
黄金岬付近のかつては日和山やのろし台として使われていた高台上にあり、1階の常設展示室にはニシン漁で栄えた留萌の歴史などに関連する所蔵品350点が展示されていて、2階には展望ラウンジやレストランがあり日本海を展望できる。

## 存廃問題
2008年10月、財政再生団体への転落回避を企図する留萌市は2009年度からの財政健全化計画案を開示し、年間約400万円の運営費がかかる留萌市海のふるさと館について、入館者減少などの理由により廃止する方針が示された。
ところが、ふるさと館の修繕費などを調達する際に発行した市債の残高が約9000万円あり、ふるさと館を廃止すると市債残高の一括償還が必要になると2008年11月に判明したものの、財政状態が苦しい市には一括償還が出来ないため、廃止から休止へと方針が変更された。
2009年2月には再び方針が変更され、指定管理者制度の導入により運営費を圧縮して2009年度も開館することとなり、指定管理者には特定非営利活動法人の留萌観光協会が指定された。

## 利用情報
開館期間
4月下旬 - 10月上旬
開館時間
9時 - 日没
定休日
無休
観覧料金
無料
駐車場
40台

## 交通アクセス
JR留萌本線 留萌駅からバスで15分